# Comunidade Bizantina

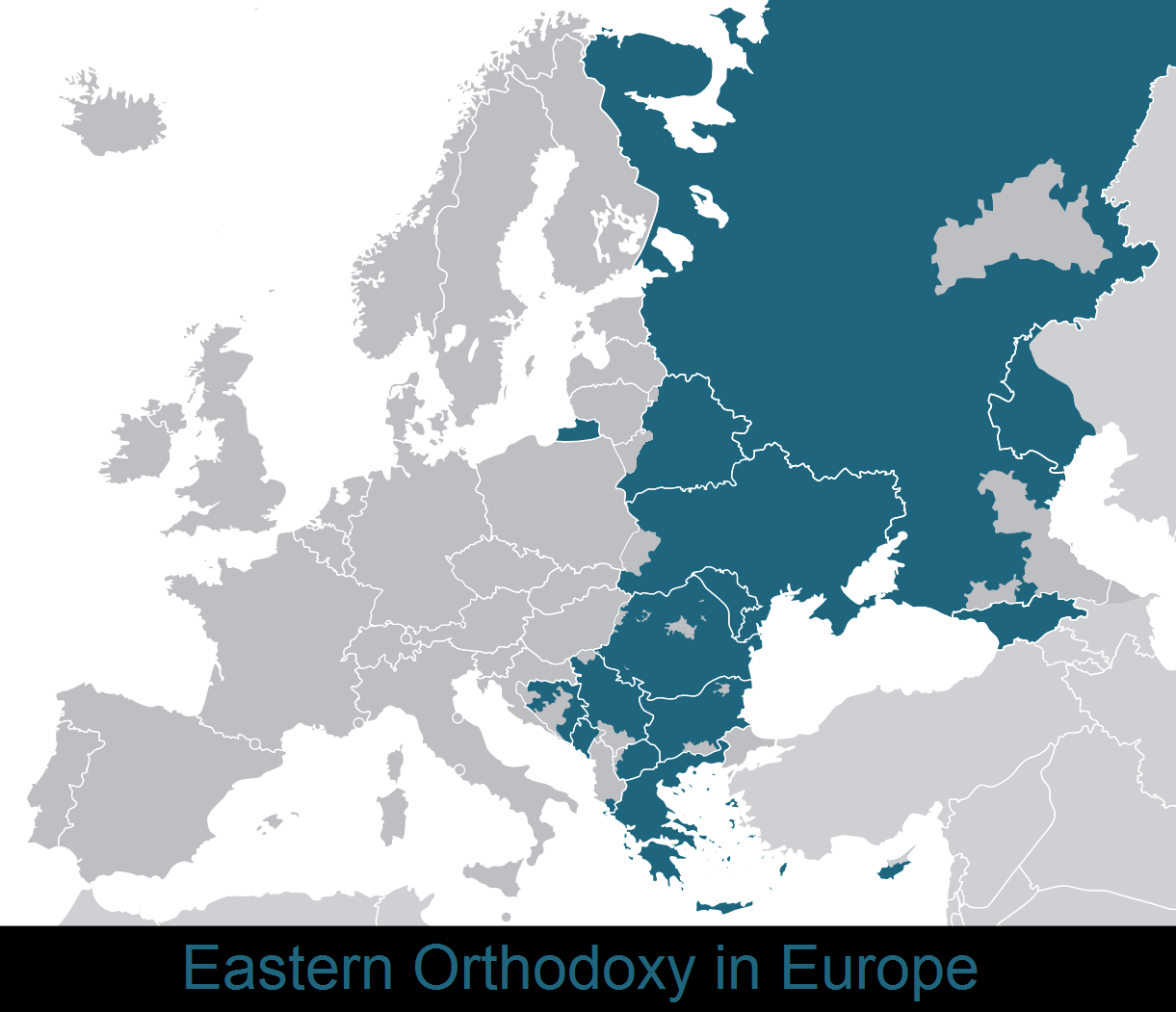
Ortodoxia Oriental na Europa

O termo comunidade bizantina foi cunhado por historiadores do século XX para se referir à área em que a influência geral bizantina (tradição litúrgica e cultural bizantina) foi difundida durante a Idade Média pelo Império Bizantino e seus missionários. Esta área abrange aproximadamente os países modernos da Grécia, Chipre, Macedônia do Norte, Bulgária, Sérvia, Montenegro, Romênia, Moldávia, Ucrânia, Bielorrússia, sudoeste da Rússia e Geórgia (conhecida como a região da Ortodoxia Oriental na Europa). 

## O modelo Obolensky
O tratamento mais importante do conceito é um estudo de Dimitri Obolensky, The Bizantine Commonwealth (A Comunidade Bizantina) Em seu livro Six Byzantine Portraits, ele examinou a vida e as obras de seis pessoas mencionadas na The Bizantine Commonwealth.  Ele também descreveu a comunidade como a comunidade internacional dentro da esfera de autoridade do imperador bizantino, vinculada pela professão do cristianismo oriental, e aceitando os princípios da lei romano-bizantina. 
Há estudiosos, no entanto, que criticam essa conceituação, contestando a noção de uma superioridade incontestada do império bizantino. Argumenta-se que a dinâmica complexa e multifacetada do intercâmbio cultural documentado não estava alinhada com a teoria de que Constantinopla era o núcleo superior, enquanto os da periferia entendiam sua posição marginal e apenas imitavam seus superiores. Em vez da Comunidade Bizantina, o historiador Christian Raffensperger propôs que o termo fosse reformulado como o "ideal bizantino". A Bulgária foi uma rival constante e poderosa do Império Bizantino durante a Idade Média . Aqui, o império mantém sua crença na hierarquia tradicional e na autoridade imperial, enquanto seu alcance e influência já haviam sido consideravelmente diminuídos. 